# Титов Михайло Мойсейович
Титов Михайло Мойсейович (* 12 жовтня 1948, Київ) — радянський і український режисер-мультиплікатор, художник.

## Життєпис
Народився в родині службовця. 
Закінчив Український поліграфічний інститут ім. І. Федорова (1978) і курси художників-аніматорів при «Київнаукфільмі» (1970).
Дебютував як режисер анімації стрічкою «Зустріч» (1984).
Член Національної Спілки кінематографістів України.

## Фільмографія
Брав участь у створенні фільмів:
- «Людина, яка вміла робити дива» (1969)
- «Некмітливий горобець» (1970)
- «Хлопчик і хмаринка» (1970)
- «Як козаки у футбол грали» (1970)
- «Чому в ялинки колючі хвоїнки» (1973)
- «Таємниця країни суниць» (1973)
- «Кіт Базиліо і мишеня Пік» (1974)
- «Легенда про ялинку» (1974)
- «Салют» (1975)
- «Історія з одиницею» (1975)
- «Парасолька і автомобіль» (1975)
- «Лісова пісня» (1976)
- «Будьонівка» (1976)
- «Пригоди коваля Вакули» (1977)
- «Як песик і кошеня мили підлогу» (1977)
- «Як козаки олімпійцями стали» (1978)
- «Хто отримає ананас?» (1978)
- «Золоторогий олень» (1979)
- «Як козаки мушкетерам допомагали» (1979)
- «Капітошка» (1980)
- «Каштанка» (1980)
- «Парасолька в цирку» (1980)
- «Пиріг зі сміяницею» (1980)
- «Партизанська снігуронька» (1981)
- «Аліса в Країні чудес» (1981)
- «Каїнові сльози» (1981)
- «Аліса в Задзеркаллі» (1982)
- «Про мишеня, яке хотіло стати сильним»
- «Як козаки на весіллі гуляли» (1983)
- «Зустріч» (1984)
- «Дівчинка та зайці» (1985)
- «Бій» (1986)
- «Як козаки інопланетян зустрічали» (1987)
- «Навколо шахів» (1990)
- «Як козаки у хокей грали» (1995)
- «Як козаки на весіллі гуляли» (1995) та ін.

Режисер:
- «Зустріч» (1984)
- «Страшна помста» (1988)
- «Ерік» (1989)
- «Крокодил» (1991)
- «Антиспід» (1992)
- «...Ми — чоловіки! Отелло» (1992, співавт. сцен, і співреж.).